# Aubin-Louis Millin de Grandmaison
Aubin-Louis Millin de Grandmaison (Parigi, 19 luglio 1759 – Parigi, 14 agosto 1818) è stato un botanico, storico e antiquario francese.

## Biografia
Famosi i disegni che riproducono alcune parti dei pavimenti musivi delle cattedrali pugliesi.
Nel campo della storia dell'arte medievale il disegno (eseguito nel 1818) di Re Artù - copiato dal Re Artù del mosaico pavimentale della cattedrale di Otranto - è una preziosissima fonte per lo studio di questa immagine.
Attualmente i disegni sono conservati nella Biblioteca Nazionale di Parigi, della quale Millin fu dirigente nel Conservatoire.
Alcuni storici dell'arte ritengono che i disegni rappresentino parte del mosaico pavimentale della Cattedrale di Brindisi, costruito dopo il mosaico di Otranto.